# 刘次昌
劉次昌（？—前127年），汉朝宗室，西汉齐厉王。其曾祖父齐悼惠王刘肥是汉高帝刘邦的庶长子。

## 生平
前132年，其父刘寿去世，刘次昌嗣位，其母纪太后。《史记》载他的王后是纪太后的妹妹，就是自己的阿姨，《汉书》载王后是纪太后弟弟的女儿。刘次昌不喜欢王后，纪太后又让长女翁主整顿刘次昌后宫，阻止其他女人接近刘次昌，以讓刘次昌回心轉意，但劉次昌却因而和胞姐通奸。
时汉武帝同母异父姐修成君受王太后爱怜，有女名「娥」。王太后想把她嫁给诸侯王；而王太后身边的宦官徐甲是齐国人，请求出使齐国让齐王上书请娶娥为王后。王太后高兴，派徐甲去齐国。
齐人主父偃知此事，就趁机拜託徐甲进言，让自己的女儿也嫁給齊王當側室。徐甲对纪太后说了，纪太后大怒，說：“王有王后，后宫也已具备，徐甲是齐国贫人，做了宦官入事汉朝朝廷，對朝廷一點幫助也沒有，還想要來擾乱我齊國王府！而且主父偃又是甚麼角色，也想讓女儿進入我們后宫！”徐甲便回报太后：“齐王愿意娶「娥」为王后，但恐怕如同燕王。”徐甲之所以談到燕王，是因为当时燕王刘定国刚因与女儿、妹妹乱伦通奸被处死、国亡。太后因此不再打算把「娥」嫁到齐国。
主父偃也因此和齐国鬧矛盾，趁得宠之际告发刘次昌乱伦，前127年，被任命为齐国国相查证审问其事，刘次昌年少，畏罪自鴆，无后，国除。汉武帝把劉次昌的谥号定为厉。
皇兄赵王刘彭祖见状害怕，弹劾主父偃，丞相公孙弘又為齐厉王打抱不平，汉武帝便族滅了主父偃。
| 前任： 父懿王刘寿 | 西汉齐王 前131年－前127年 | 繼任： 撤銷 後一相同頭銜：武帝子刘闳 |